# 1859
Cette page concerne l'année 1859 (MDCCCLIX en chiffres romains) du calendrier grégorien.
L'année 1859 est une année commune qui commence un samedi.

## Événements
- 28 août-2 septembre : une tempête magnétique solaire de grande puissance atteint la Terre[1].

### Afrique
- 6 janvier : le prince Napoléon prend des mesures contre l’esclavage, interdisant le recrutement de travailleurs sur la côte orientale de l’Afrique. Les négriers continuent de pratiquer la traite sur la côte du Mozambique malgré son abolition par le gouvernement français en 1848. Ils recrutent en nombre des « travailleurs libres avec contrat d’émigration de cinq ans », main-d’œuvre gratuite destinée aux plantations des Mascareignes et des Comores[2].
- 24 mars : Jérôme Napoléon est remplacé à la tête du ministère de l’Algérie et des Colonies par le comte de Chasseloup-Laubat[3] qui dote l’Algérie d’une importante infrastructure (installation portuaire d’Alger, d’Oran, de Philippeville, construction de routes, de chemins de fer, câble télégraphique Alger-Toulon, etc.)[4].

- 13-16 avril : échec d’El Hadj Omar devant Matam, défendue par le mulâtre Paul Holle[5]. El Hadj reprend l’offensive vers le sud-ouest, mais une nouvelle fois battu par les troupes françaises à Matam et à Bakel, il décide de porter ses efforts vers l’est ; il est à Nioro en juillet, puis avance vers le Bélédougou pendant l’hiver[6].

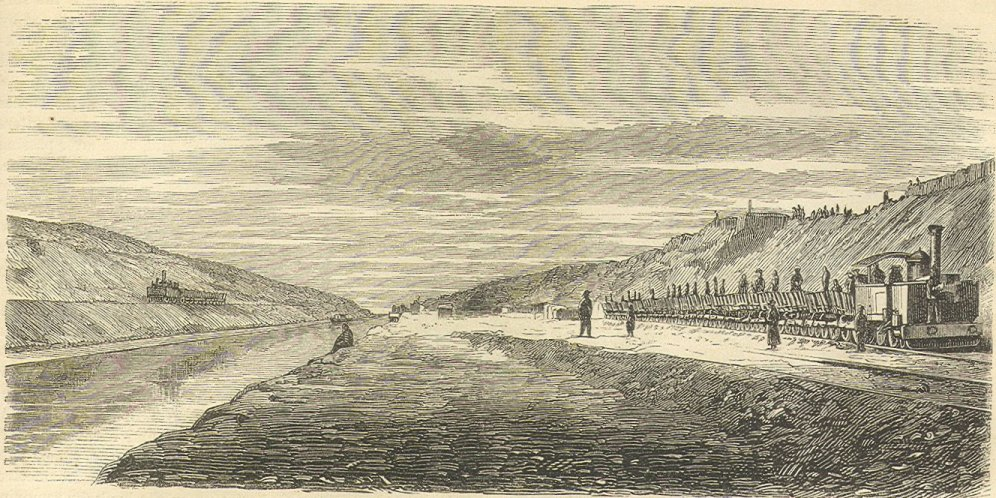
Travaux du canal de Suez, gravure publiée en 1869

- 25 avril : début du percement du canal de Suez par Ferdinand de Lesseps (fin en 1869)[7]. Le pacha Mohammad Sa'id n’assiste pas à la cérémonie, contrarié par l’emprise européenne sur la vie politique égyptienne. La Porte refuse de soutenir le projet.

- 1er mai : Henri Duveyrier part de Paris pour une expédition auprès des Touaregs (1859-1860)[8].
- 18 mai : victoire française décisive sur les Sérères du royaume du Sine à la bataille de Logandème (Fatick)[9].

- 24 août : convention signée à Tétouan entre le Maroc et l’Espagne étendant les limites de la juridiction de Melilla[10].
- 28 août : mort d’Abd ar-Rahman, sultan du Maroc[11]. Début du règne de Sidi-Mohammed (fin en 1873).
- 31 août-1er septembre : incursion des tribus marocaines des Angades et des Maïa à Sidi Zaher près de Lalla-Maghnia en territoire algérien[12]. Le 22 octobre, un corps expéditionnaire français franchit la frontière marocaine et, en vertu du droit de suite accordé à la France, poursuit les Béni-Snassen au-delà de la plaine des Angades (5 novembre)[13].

- 16 septembre : l’explorateur britannique David Livingstone, lors de sa grande exploration au Mozambique entre 1858 et 1864 découvre l’immense lac Nyassa (lac Malawi)[14] d’une surface de 26 000 km2 (45 fois le lac Léman).
- 23 septembre : début du règne de Sadok Bey, bey de Tunis (fin en 1882)[15]. Les grands travaux entrepris par le souverain s'accompagnent d'impôts plus lourds et plus nombreux et obligent le bey à réclamer des crédits qu'il ne peut rembourser[16].

- 12-19 octobre : Barghach, qui a fomenté des troubles pour détrôner son frère le sultan de Zanzibar Madjid ibn Saïd, est arrêté et doit s’exiler à Bombay sur un navire britannique, le H.M.S. Assaye[17].

- 22 octobre : l’Espagne déclare la guerre au Maroc (fin en 1860). Le 1er janvier 1860, une armée de 40 000 hommes passe au Maroc[18].
- 25 octobre : prise de Guémou dans le Guidimakha par le lieutenant-colonel Faron[6].
- 27 octobre - 5 novembre : défaites des tribus marocaines qui ont attaqué les positions françaises en Algérie[13].
- 10 novembre : est dénombré à 2393 le nombre de morts parmi le corps militaire français lors des attaques contre les tribus marocaines des Béni-Snassen en raison d'une épidémie de choléra.
- 3 décembre : fondation du journal Iwe Irohin, le premier en langue yoruba, à Abeokuta (Nigeria actuel), par un missionnaire, Henry Townsend (fin le 13 octobre 1867)[19].

- Le Peul Masaba monte sur le trône du royaume de Noupé et règne jusqu’en 1873[20]. Dans cette région dévastée depuis des décennies par de sanglantes rivalités, il établit sa capitale à Bida, un camp militaire, dont il fait non seulement une vraie cité, mais aussi un carrefour commercial et un centre artisanal. Il étend son royaume, contrôle bientôt les deux rives du Niger sur 200 km de long et consolide l’implantation peule.
- Épidémies de choléra et de variole à La Réunion[21].

### Amérique
- 5 janvier, Copiapó : le gouvernement autoritaire de Manuel Montt entraîne une révolte radicale au Chili, qui est durement réprimée[22].
- 15 janvier : Fabre Geffrard chasse l’empereur Faustin Ier en Haïti[23]. Il met fin à douze ans du règne ubuesque du général Faustin Soulouque, qui s’était proclamé empereur au terme d’une cérémonie calquée sur le sacre de Napoléon et avait « pacifié » l’île avec brutalité. Fabre Geffrard est élu président le 23 janvier[24] (fin en 1867).

- 14 février : l’Oregon devient le trente-troisième État de l’Union américaine[25].

- 1er mars : fondation du Massachusetts Institute of Technology à Cambridge (Massachusetts)[26].

- 29 avril : les rebelles libéraux chiliens sont battus par les forces gouvernementales à la bataille de Cerro Grande[27].

- 8 mai : Costa Rica, Juan Rafael Mora Porras, plusieurs fois au pouvoir depuis 1842 est élu président. Il tente de renouer avec la politique de neutralité qui avait fait de lui le père fondateur du Costa Rica. Il est renversé par le docteur Montealegre le 14 août et fusillé en 1860[28].
- 15 juin : guerre du cochon, conflit frontalier entre les États-Unis et le Canada[29].

- 30 juin : le funambule Français Charles Blondin traverse les chutes du Niagara sur un câble de 400 m en fibres de chanvre. Les jours suivants, il traversera à nouveau 17 fois les chutes[30].

- 12 et 13 juillet : Lois de Réforme de Benito Juárez au Mexique. Nationalisation des biens ecclésiastiques[31].
- 27 août : découverte de pétrole à Titusville en Pennsylvanie aux États-Unis par un cheminot, Edwin Drake, qui marque traditionnellement le début de l'âge du pétrole[32]. Le pétrole est d’abord utilisé comme combustible pour les locomotives et les navires.

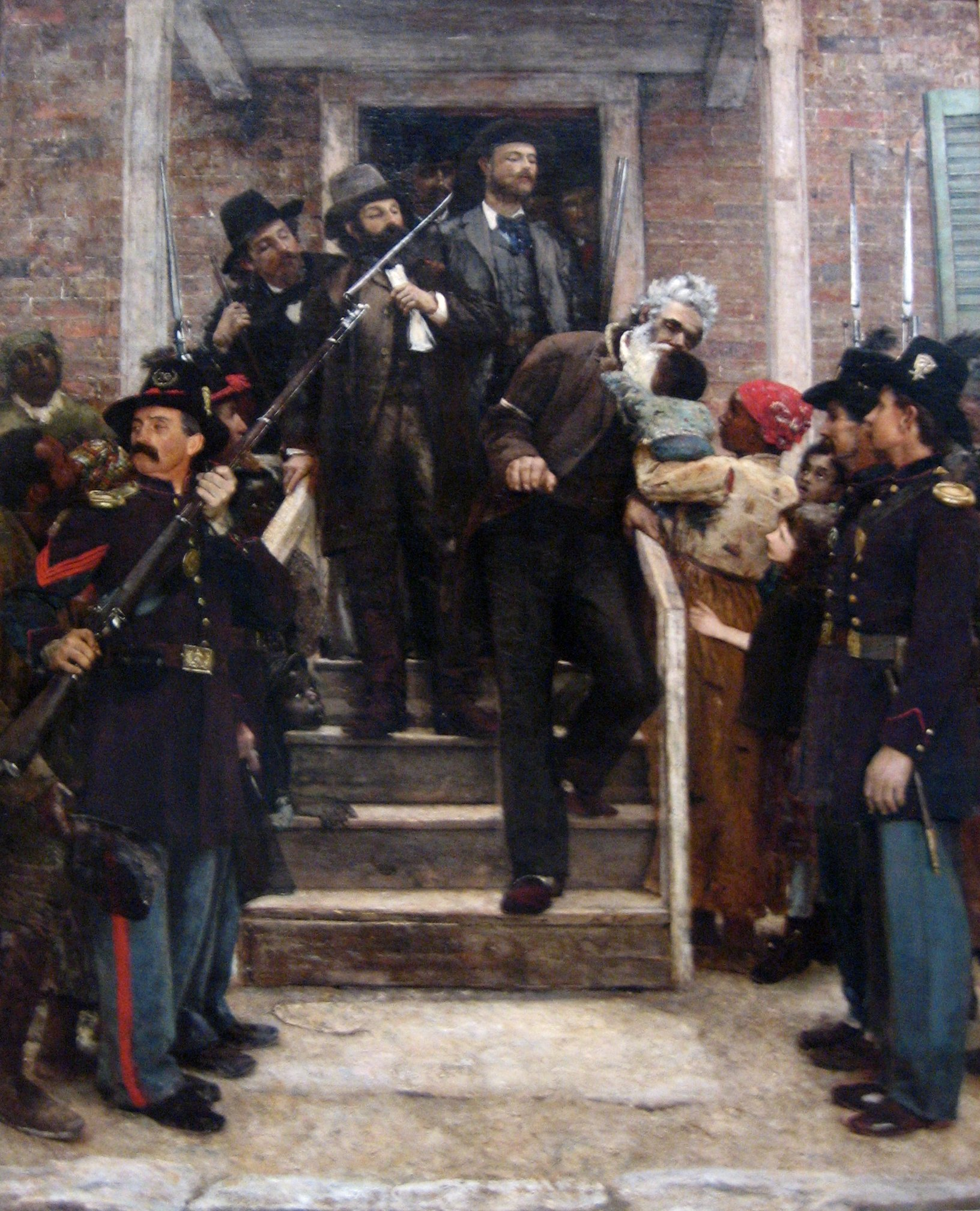
2 décembre : Les derniers moments de John Brown, toile de Thomas Hovenden

- 16 octobre : raid du militant abolitionniste John Brown contre l’arsenal de Harpers Ferry, en Virginie. Il est pendu le 2 décembre par l’État de Virginie avec la complicité des autorités fédérales pour avoir tenté de fomenter une révolte générale des esclaves du Sud[33].

- 23 octobre : victoire de la Confédération argentine sur les sécessionnistes de Buenos Aires à la bataille de Cepeda[34].

- 11 novembre : pacte de San José de Flores. Buenos Aires doit rejoindre la Confédération à l’issue d’une guerre civile en Argentine[34].
- 28 novembre : traité de Wyke-Cruz entre le Honduras et les Britanniques[35]. Le président Gardiola obtient la dévolution, au profit du Honduras, des îles de la Bahia, à l’est du golfe du Honduras.

### Asie et Pacifique
- 4 janvier : Tokugawa Iemochi devient shogun du Japon (fin en 1866)[36].

- 18 février, campagne de Cochinchine : l’armée française occupe la ville de Saïgon[37] pour faire pression sur l’empereur d’Annam après le meurtre de plusieurs missionnaires chrétiens européens. Début de l’installation française en Cochinchine. L’amiral Rigault de Genouilly bombarde Tourane, s’installe dans une grande partie de la Cochinchine et prend le port de Saïgon, indispensable au ravitaillement de Hué.
- 23 février : les Pays-Bas abolissent l'esclavage dans les Indes orientales néerlandaises[38].

- 20 avril, Insulinde : accord entre le Portugal et les Pays-Bas qui se partagent Timor et les îles avoisinantes. Le Portugal abandonne ses droits sur le royaume de Larantuka dans l’est de Florès[39].

- 4 juin : mémorandum sur les modalités futures de l’armée des Indes britanniques, qui est réorganisée[40]. L’artillerie est entièrement contrôlée par les Européens, les Indiens ne peuvent pas dépasser le grade de sous-officiers et le gros des troupes indiennes est recruté parmi les Sikhs du Pendjab et les Gurkhas du Népal.
- 6 juin : le Queensland devient une colonie séparée en Australie (la séparation de la Nouvelle-Galles du Sud est effective le 10 décembre)[41].
- 25-28 juin : une nouvelle offensive franco-britannique sur Tianjin, en Chine, échoue devant les forts de Dagu[42].

- 31 juillet-2 août : intervention destinée à protéger les intérêts américains à Shanghai[43].

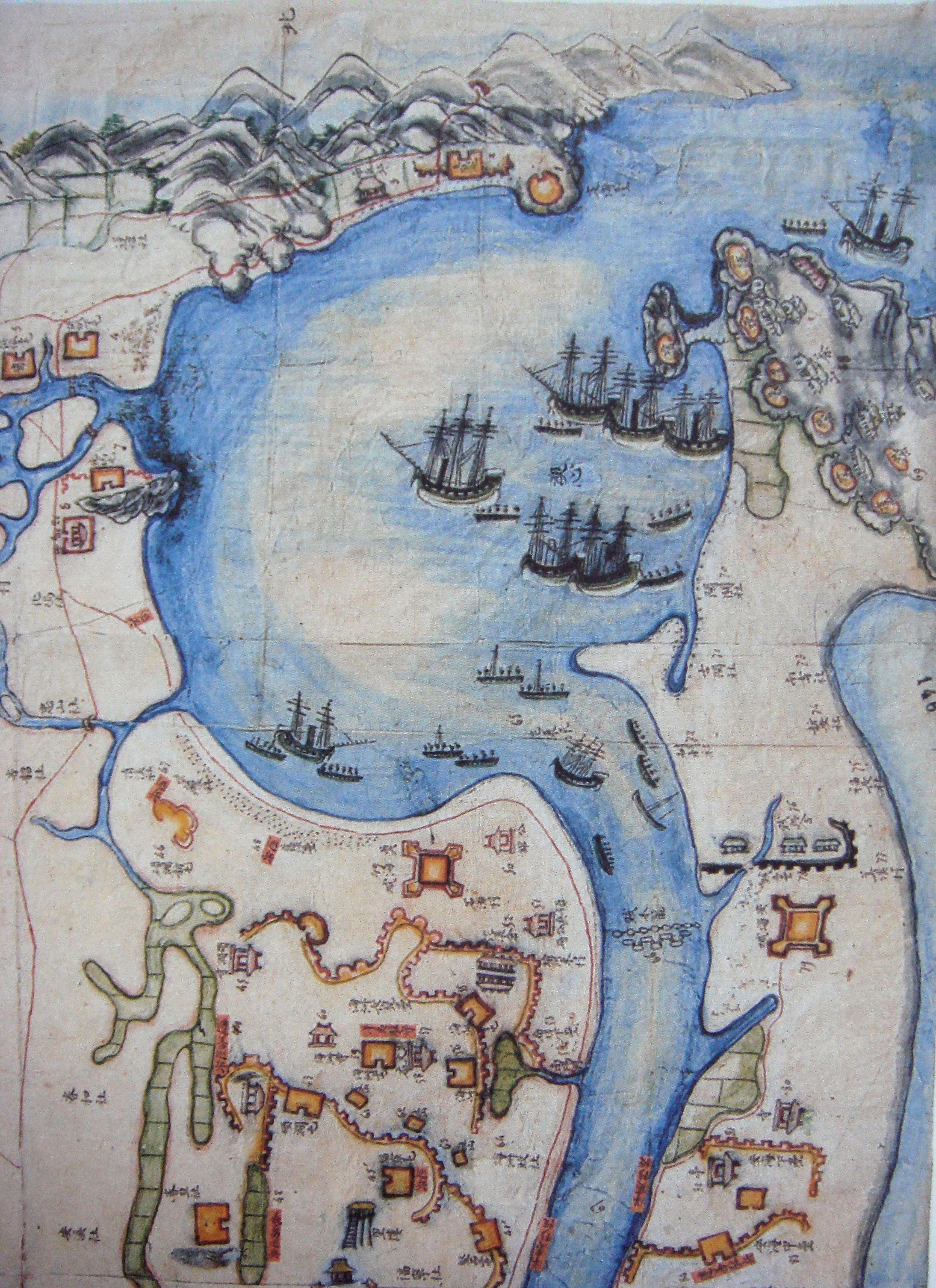
Détail d'une illustration vietnamienne du siège de Tourane.

- 15 septembre : engagement de Cam. Le corps expéditionnaire français de l’amiral Rigault de Genouilly attaque les retranchements repris par l’armée annamite à Tourane et la rejette sur la route de Hué[44].

- Automne : révolte de l’indigo (en) en Inde[45]. Elle éclate parmi les paysans bengalis exaspérés par les brutalités des planteurs Britanniques. Elle aura pour conséquence le développement de la culture du jute, qui deviendra une des premières activités du Bengale.

- 20 octobre : le vice-amiral Rigault de Genouilly quitte son commandement en Annam. Le contre-amiral Page prend le commandement de la flotte[46].

- 15 novembre, Japon : fondation du mouvement spirituel shintoïste Konkokyo par Bunjiro Kawate[47].
- 18 novembre : capture des forts de Kien Chan[48].
- 25 novembre, Japon : exécution de Yoshida Shōin[49]. Le ministre Ii Naosuke déclenche la répression contre les samouraïs xénophobes hostiles aux concessions accordées aux Occidentaux. Leur chef, Yoshida Shōin, est arrêté et exécuté.

- Les Britanniques envahissent le Balouchistan et encerclent l’Afghanistan[50].
- Le chah de Perse Naser al-Din Chah tente de règlementer le droit de protection et d’asile[51]. Ce droit permet aux fondations religieuses d’accueillir les opposants et les criminels qui, une fois placés sous leur protection, sont soustraits à la police. Il favorise la constitution d’une opposition qui reçoit même la protection des puissances étrangères.

### Europe

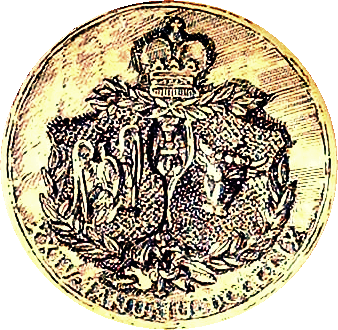
Armes de la Valachie et de la Moldavie réunies. L’empire d'Autriche, qui redoute la fondation d’une Grande Roumanie rassemblant les Roumains de Transylvanie, du Banat et de Bucovine, alors sous sa domination, s’oppose à l’union de la Valachie et de la Moldavie. Napoléon III propose alors aux deux principautés de voter pour le même gouverneur. L’élection d’Alexandre Cuza, comme hospodar de Valachie et de Moldavie, réalise l’unité de fait de la Roumanie (Principautés unies de Moldavie et de Valachie), qui sera officiellement reconnue en 1861 par les puissances européennes et par les Turcs. La capitale est établie à Bucarest.

- Janvier : Alexandre Jean Cuza est élu hospodar de Valachie le 5/17 janvier et de Moldavie le 24 janvier/5 février (fin en 1866)[52].

- 3 mai : La France déclare la guerre à l’Autriche et intervient en Italie[53].

- 4 juin : bataille de Magenta[53].
- 14 juin : la Prusse mobilise sur le Rhin pour venir en aide à l’Autriche[54].
- 15 juin : début du deuxième ministère libéral du Henry John Temple, vicomte Palmerston, Premier ministre du Royaume-Uni (fin en 1865)[55].
- 24 juin : bataille de Solférino[53]. Le Suisse Jean Henri Dunant arrive sur le champ de bataille après l'affrontement. Il improvise les secours aux blessés et lance l'idée de la Croix-Rouge, créée en 1863[56].

- 8 juillet : début du règne de Charles XV, roi de Suède (fin en 1872)[57].
- 12 juillet : armistice de Villafranca, qui maintient la présence autrichienne en Italie[53].

- 21 août: le ministre de l’Intérieur autrichien Bach est remercié[58]. L’empereur évolue vers l’idée d’une monarchie constitutionnelle.
- 6 septembre (25 août du calendrier julien) : offensive russe au Daghestan. Capitulation de l’imam Chamil, chef spirituel et militaire tchétchène, qui est exilé dans la région de Moscou[59]. La Russie contrôle totalement le Caucase et entreprend la colonisation du territoire tchétchène. Elle poursuit la pacification de la Circassie (1859-1864) et 400 000 Circassiens émigrent en Turquie.

- 15 - 16 septembre : Deutsche Nationalverein (Association nationale) en Allemagne fondé à Francfort par les libéraux et les démocrates dans le but de sensibiliser les milieux populaires à l’idée d’une patrie allemande au-dessus des particularismes[60].
- 10 novembre : traité de Zurich entre la France, le Piémont et l'Autriche mettant fin à la guerre d'Italie. Le Piémont annexe la Lombardie[61].
- 16 - 17 décembre : incendie du château de Frederiksborg (Danemark). Il est restauré en grande partie grâce au mécénat de la Fondation Carlsberg et devient un musée de l’histoire du Danemark[62].
- Création en Suisse, à Lausanne, de la première école d’infirmières laïque au monde : La Source, par la comptesse Valérie de Gasparin

- Nouvelle forme d’agitation paysanne en Russie : « campagnes de tempérance » (Trezvennoe dvijenié) contre les abus des employés des débits de boisson[63].
- Constitution d’un parti d’opposition en Norvège (Venstre, « la gauche ») dirigé par Johan Sverdrup, qui reçoit l’appui d’éléments paysans d’inspiration chrétienne. Il travaille à l’introduction d’un régime vraiment parlementaire[64].

## Naissances en 1859
- 1er janvier :
  - Paul Denarié, peintre français († 25 février 1942).
  - Thibaw Min, dernier roi de Birmanie († 19 décembre 1916).
- 6 janvier :
  - Alfred Baudrillart, cardinal, évêque auxiliaire de Paris et académicien français († 19 mai 1942).
  - Anatoli Brandoukov, violoncelliste russe († 16 février 1930).
  - Pandeli Evangjeli, homme politique albanais († 14 septembre 1949).
- 10 janvier : Léon Du Bois, compositeur et organiste belge († 19 novembre 1935).
- 11 janvier : George Nathaniel Curzon, homme d'État britannique († 20 mars 1925).
- 15 janvier : Nathaniel Lord Britton, botaniste américain († 26 juin 1934).
- 22 janvier : Wincenty Trojanowski, peintre, médailleur et historien de l'art polonais († 19 octobre 1928).
- 27 janvier : Guillaume II d'Allemagne, dernier empereur allemand et dernier roi de Prusse de 1888 à 1918 († 4 juin 1941).

- 1er février : Victor Herbert, compositeur d'opérettes, violoncelliste et chef d'orchestre d'origine irlandaise († 26 mai 1924).
- 2 février : Étienne Azambre, peintre français († 1933).
- 5 février : Louis-Joseph Maurin, archevêque de Lyon († 16 novembre 1936).
- 6 février : Elias Charles Disney, fermier et homme d'affaires américain, père de Walt Disney († 13 septembre 1941).
- 10 février : 
  - Élisée Bourde, peintre français († 17 juillet 1935).
  - Benedicte Wrensted, photographe danoise († 19 janvier 1949).
  - Ferdinand Dümmler, philologue et archéologue allemand († 15 novembre 1896).
  - Alexandre Millerand, futur président de la République française († 6 avril 1943).
- 14 février : Julien Thibaudeau, peintre français († 8 septembre 1943).
- 18 février : Léon Vignols, historien français († 8 février 1937).
- 19 février : Svante August Arrhenius, chimiste suédois († 2 octobre 1927).
- 22 février : Edith Baird, compositrice d'échecs britannique († 1er février 1924).
- 25 février : Henri-Georges Chartier, peintre français († 8 septembre 1924).
- 28 février : Georges Busson, peintre français († juillet 1933).

- 8 mars : Karl Goepfart, musicien, compositeur et chef d'orchestre allemand († 30 janvier 1942).
- 14 mars : Adolf Bertram, cardinal allemand, archevêque de Breslau († 6 juillet 1945).
- 22 mars :
  - Georges Darnet, peintre français († 30 octobre 1936).
  - Pierre Schoonejans,  homme politique belge († 22 août 1946).
- 24 mars : Ludovic Alleaume, peintre, graveur et illustrateur français († 14 janvier 1941).
- 26 mars : Nikolaï Sokolov, compositeur russe († 27 mars 1922).
- 29 mars : Herman Bemberg, compositeur français († 21 juillet 1931).

- 5 avril : Gaston de Latenay, peintre, aquarelliste et graveur français († 12 juin 1945).
- 8 avril :
  - Gaspare Colosimo, avocat, homme politique et philanthrope italien († 7 septembre 1944).
  - Edmund Husserl, philosophe, logicien et mathématicien allemand († 26 avril 1938).
  - Michel Oreste, homme politique haïtien († 28 octobre 1918).
- 19 avril :
  - Joseph Coront, peintre français († 26 mars 1934).
  - Édouard Darviot, peintre français († 21 août 1921).
- 22 avril : Ottilie Roederstein, peintre suisse († 26 novembre 1937).
- 27 avril : Bernard-Joseph Artigue, peintre français († 4 juin 1936).

- 1er mai : Jacqueline Comerre-Paton, peintre française († 1955).
- 5 mai : Charles Curtelin, peintre français († 6 octobre 1960).
- 6 mai : Luis María Drago, juriste et homme politique argentin († 9 juin 1921).
- 10 mai : Valentina Dmitrieva, écrivaine russe puis soviétique († 18 février 1947).
- 13 mai :
  - Théodor Axentowicz, peintre et professeur d'université polonais d'origine arménienne († 26 août 1938).
  - August Enna, compositeur danois († 3 août 1939).
- 15 mai : Pierre Curie, physicien français († 19 avril 1906).
- 20 mai : Paul-Armand Girardet, peintre et graveur français († 3 avril 1915).
- 21 mai :
  - Ernst Albert, acteur de théâtre et biologiste allemand († 2 novembre 1936).
  - Otto Hupp, héraldiste, dessinateur et graveur allemand († 31 janvier 1949).
  - 22 mai : Arthur Conan Doyle, véritable inventeur du roman policier avec son héros Sherlock Holmes († 7 juillet 1930).
- 23 mai :
  - René Nicklès, géologue français († 1917)

- 6 juin : Jules-Justin Claverie, peintre paysagiste français († 1932).
- 8 juin : Ernest Laurent, peintre français († 25 juin 1929).
- 9 juin :
  - Pauline Delacroix-Garnier, peintre française († 8 février 1912).
  - Doveton Sturdee, amiral britannique († 7 mai 1925).
- 11 juin : Paul Mieille, professeur de langue anglaise et espérantiste français († 3 juillet 1933).
- 12 juin : Manuel Domecq García, militaire et homme politique paraguayen naturalisé argentin († 21 octobre 1951).
- 15 juin : Paul Medinger, coureur cycliste français († 27 avril 1895).
- 16 juin : Paja Jovanović, peintre réaliste serbe puis yougoslave († 30 novembre 1957).
- 18 juin : Piotr Tselebrovski, peintre de paysages, de personnages et de scènes historiques russe († 10 mai 1921).
- 21 juin : Henry Ossawa Tanner, peintre afro-américain († 25 mai 1937).
- 22 juin : Van Dyke Brooke, réalisateur, acteur et scénariste américain  († 17 septembre 1921).
- 23 juin : Alfred William Alcock, naturaliste britannique († 24 mars 1933).
- 25 juin :
  - Edmond Dyonnet, peintre français naturalisé canadien († 7 juillet 1954).
  - Adelia Armstrong Lutz, peintre américaine († 17 novembre 1931)

- 3 juillet : Pierre Termier, géologue français († 23 octobre 1930).
- 9 juillet : Emilio Longoni, peintre italien († 29 novembre 1932).
- 15 juillet : Hedwige Chrétien, compositrice française († 1944).
- 18 juillet : Franciszek Żmurko, peintre réaliste polonais († 9 octobre 1910).
- 24 juillet : Louis d'Iriart d'Etchepare, homme politique français († 18 mars 1945).
- 26 juillet : Virginie Demont-Breton, peintre française († 10 janvier 1935).
- 30 juillet :
  - Gustave Popelin, peintre et photographe français († 1937).
  - Eugène Piffaretti, chef de chant († 17 octobre 1914).

- 2 août : Georges-Antoine Rochegrosse, peintre, décorateur, illustrateur et graveur français († 11 juillet 1938).
- 4 août : Knut Hamsun, écrivain norvégien († 19 février 1952).
- 7 août : Gustave Belot, philosophe français († 21 décembre 1929).
- 15 août : Ferdinand Bac, écrivain, dessinateur, caricaturiste, décorateur, peintre, ferronnier, paysagiste et lithographe français († 18 novembre 1952).
- 19 août : Henri Lanos, dessinateur, peintre, aquarelliste et illustrateur français († 6 janvier 1929).
- 29 août : Marius Gourdault, peintre impressionniste français († 13 avril 1935).

- 1er septembre : Pierre Comba, peintre français († 29 juillet 1934).
- 3 septembre : Jean Jaurès, homme politique français († 31 juillet 1914).
- 7 septembre : Paul Gervais, peintre français († 11 mars 1944).
- 8 septembre : Eugène Viala, peintre et aquafortiste français († 5 mars 1913).
- 15 septembre : August von Gödrich, coureur cycliste allemand († 16 mars 1942).
- 17 septembre : Frank Dawson Adams, géologue canadien († 26 décembre 1942).
- 19 septembre : Henri Charrier, peintre français († 6 janvier 1950).

- 3 octobre : Karin Larsson, artiste textile et peintre suédoise († 12 février 1928).
- 4 octobre : Vittorio Matteo Corcos, peintre italien († 8 novembre 1933).
- 7 octobre : Gustav Wentzel, peintre norvégien († 10 février 1927).
- 9 octobre : Alfred Dreyfus (voir l'affaire Dreyfus) († 12 juillet 1935).
- 11 octobre : Colin Campbell, réalisateur, scénariste et acteur américain d'origine britannique († 26 août 1928).
- 14 octobre : Camille Chevillard, compositeur et chef d'orchestre français († 30 mai 1923).
- 17 octobre : Eugenio Zampighi, peintre et photographe italien († 1944).
- 18 octobre : Henri Bergson, philosophe français († 4 janvier 1941).
- 20 octobre : John Dewey, philosophe américain († 1er juin 1952).
- 26 octobre : Arthur Friedheim, pianiste et compositeur allemand, né russe († 19 octobre 1932).
- 27 octobre : Marie Fournets-Vernaud, peintre française († 31 mars 1939).
- 29 octobre : Ernst Hartert, ornithologue allemand († 11 novembre 1933).
- 31 octobre : Marie Bermond, peintre et dessinatrice française († 18 mai 1941).

- 7 novembre : Henry Bouvet, peintre français († 1945).
- 15 novembre : Victor Le Baube, peintre français († 29 septembre 1933).
- 19 novembre : Mikhaïl Ippolitov-Ivanov, compositeur et pédagogue russe († 28 janvier 1935).
- 20 novembre : Théophile Alexandre Steinlen, artiste anarchiste suisse naturalisé français, peintre, graveur, illustrateur, affichiste et sculpteur († 14 décembre 1923).
- 30 novembre :
  - Sergueï Liapounov, compositeur russe († 8 novembre 1924).
  - Paul Thomas, peintre fançais († 8 décembre 1940).

- 2 décembre :
  - Étienne Moreau-Nélaton, peintre, céramiste, affichiste, collectionneur et historien d'art français († 25 avril 1927).
  - Georges Seurat, peintre français († 29 mars 1891).
- 6 décembre : Paul Nauen, peintre allemand († 1932).
- 9 décembre : 
  - Algernon Ashton, professeur, pianiste et compositeur anglais († 10 avril 1937)
  - Antoine Degert, religieux, écrivain et enseignant français († 7 mars 1931)
- 13 décembre : Supayalat, reine de Birmanie († 24 novembre 1925).
- 15 décembre : Louis-Lazare Zamenhof, médecin ophtalmologue polonais, initiateur de l'espéranto († 14 avril 1917).
- 17 décembre :
  - Nikolaï Doubovskoï, peintre de paysages russe († 28 février 1918).
  - Paul César Helleu, peintre français († 23 mars 1927).
  - Ettore Tito, sculpteur et peintre italien († 26 juin 1941).
- 25 décembre :
  - Nikolaï Kassatkine, peintre et professeur russe puis soviétique († 17 décembre 1930).
  - Anna Palm de Rosa, peintre suédoise († mai 1924).

- Date précise inconnue :
  - Élisa Beetz-Charpentier, sculptrice, médailleuse et peintre franco-belge († 1949).
  - Benoît Benoni-Auran, peintre français († 1944).
  - Giovanni Cingolani, peintre et restaurateur artistique italien († 23 avril 1932).
  - Giovacchino Gamberini, peintre italien († après 1904).
  - Emily Cordner-Pinkerton, éditrice irlandaise († 2 août 1902).
  - Joseph Mesnage, père blanc français († 1922).
  - Henry Jones Thaddeus, peintre irlando-britannique († 1er mai 1929).
  - Emma Maria Walrond, peintre néo-zélandaise († 10 octobre 1943).

## Décès en 1859
- 20 janvier : Bettina von Arnim, écrivaine allemande (° 4 avril 1785).
- 28 janvier : Carl Adolph Agardh, botaniste, mathématicien, économiste et homme politique suédois (° 23 janvier 1785).
- 29 janvier : William Cranch Bond, astronome américain (° 9 septembre 1789).

- 6 février : Sophie Vincent-Calbris, peintre française (° 1822).
- 11 février : Israel Soares de Paiva, homme politique brésilien (° 29 octobre 1790).
- 26 février : 
  - Carl Ludwig Doleschall (ou Doleschal), naturaliste autrichien (° 15 juillet 1827).
  - Ferdinand Schubert, compositeur autrichien (° 18 octobre 1794).

- 3 mars : Cornelis Cels, peintre belge (° 10 juin 1778).
- 6 mars : Marcus Child, pharmacien, homme d’affaires, fonctionnaire, juge de paix, administrateur scolaire et homme politique américain (° décembre 1792).
- 30 mars : Philippe Musard, compositeur et chef d'orchestre français (° 8 novembre 1792).

- 16 avril : Alexis de Tocqueville, écrivain et homme politique français (° 29 juillet 1805).
- 27 avril : Auguste Rolland, architecte et pastelliste animalier français (° 4 juin 1797).

- 6 mai :
  - Alexander von Humboldt, naturaliste et voyageur allemand (° 14 septembre 1769).
  - Erik Wilhelm le Moine, peintre suédo-finlandais (° 16 avril 1780)
- 15 mai : Lancelot Théodore Turpin de Crissé, peintre et collectionneur d'art français (° 9 juillet 1782).
- 22 mai : Rosina Zornlin, autrice britannique d'ouvrages scientifiques (° 6 décembre 1795).

- 11 juin : Klemens Wenzel von Metternich, diplomate et homme politique autrichien (° 15 mai 1782).
- 12 juin : Martin Goihetxe, écrivain et prêtre basque (° 8 septembre 1791).

- 5 juillet : Charles Cagniard de Latour, ingénieur et physicien français (° 31 mars 1777).
- 22 juillet : Louis de Potter, journaliste, historien et homme d'État belge (° 26 avril 1786).
- 23 juillet : Marceline Desbordes-Valmore, poétesse française (° 20 juin 1786).

- 13 août : Étienne Vogoridès, phanariote d’origine pontique et bulgare (° 1782).

- 14 septembre : Matilin an Dall, sonneur de bombarde français (° 29 janvier 1789).
- 15 septembre : Isambard Kingdom Brunel, ingénieur anglais concepteur du Great Eastern (° 9 avril 1806).
- 27 septembre : Marițica Bibescu, poétesse roumaine (° 1er août 1815).

- 15 octobre : Pedro Parraga, matador espagnol (° 5 novembre 1818).
- 22 octobre : Louis Spohr, compositeur, violoniste, chef d'orchestre et pédagogue allemand (° 5 avril 1784).
- 31 octobre : Allyre Bureau, homme politique,  écrivain, traducteur, journaliste et compositeur français (° 16 avril 1810).

- 7 novembre : Carl Gottlieb Reissiger, compositeur allemand (° 31 janvier 1798).
- 13 novembre : Ernesta Legnani, graveuse et peintre italienne (° 18 juin 1788).
- 18 novembre : Théodore Richard, peintre français (° 24 novembre 1782).
- 22 novembre : Abdallah d'Asbonne, mamelouk de la Garde impériale et Consul de France (° 26 octobre 1776).
- 23 novembre : James Ward, peintre et graveur britannique (° 23 octobre 1769).

- 1er décembre : Alfred Rethel, peintre allemand (° 1816).
- 8 décembre : Thomas de Quincey, écrivain britannique (° 15 août 1785).
- 10 décembre : Thomas Nuttall, botaniste et ornithologue américain (° 5 janvier 1786).

- Date inconnue :
  - José de Madrazo y Agudo, peintre espagnol (° 22 avril 1781).
  - Muhammad ibn 'Ali al-Sanusi, fondateur de la confrérie Senussi (Sanusiyya) (° 1787).
  - Cesare Poggi, peintre italien (° 1803).
  - Thomas Crane, peintre anglais (° 1808).